# Арсенат иттрия
Арсенат иттрия — неорганическое соединение,
соль иттрия и мышьяковой кислоты с формулой YAsO4.

## Получение
- В природе встречается редкий минерал черновит — YAsO4 [1].

## Физические свойства
Арсенат иттрия образует кристаллы
тетрагональной сингонии,
пространственная группа P 41/amd,
параметры ячейки a = 0,6890 нм, c = 0,6269 нм, Z = 4.